# Choi Eun-suk
Choi Eun-suk (em coreano:  최 은숙; 22 de outubro de 1963) é uma ex-ciclista olímpica sul-coreano. Eun-suk representou a sua nação durante os Jogos Olímpicos de Verão de 1984 na prova de corrida em estrada, em Los Angeles.